# Parapinnixa hendersoni
Parapinnixa hendersoni är en kräftdjursart som beskrevs av M. J. Rathbun 1918. Parapinnixa hendersoni ingår i släktet Parapinnixa och familjen Pinnotheridae. Inga underarter finns listade i Catalogue of Life.